# Epuraea fussii
Epuraea fussii är en skalbaggsart som beskrevs av Edmund Reitter 1875. Epuraea fussii ingår i släktet Epuraea, och familjen glansbaggar. Arten är reproducerande i Sverige.